# Upernavik Kujalleq
Upernavik Kujalleq (en danés: Søndre Upernavik, antiguamente Upernavik kujatdleq) es un asentamiento en la municipalidad de Qaasuitsup, en el noroeste de Groenlandia. Su población en enero de 2005 ascendía hasta los 198 habitantes. Su ubicación aproximada es 72°09′N 55°33′O / 72.150, -55.550.

## Transporte
Air Greenland ofrece sus servicios al pueblo como parte de un contrato con el gobierno; siendo la mayoría de los viajes, de helicóptero de carga, enlazando el Helipuerto de Upernavik Kujalleq con Kangersuatsiaq y Upernavik.